# Curtia
Curtia,  biljni rod iz porodice Gentianaceae, smješten u tribus Saccifolieae. Na popisu je 9 vrsta rasprostranjenih po tropskoj Južnoj Americi .
Rod je opisan u Linnaea 1: 209–210, t. 4, f. 2. 1826.

## Vrste
1. Curtia ayangannae L. Cobb & Jans.-Jac.
2. Curtia conferta (Mart.) Knobl.
3. Curtia diffusa (Mart.) Cham.
4. Curtia intermedia (Progel) Knobl.
5. Curtia obtusifolia (Benth.) Knobl.
6. Curtia pusilla (Griseb.) Knobl.
7. Curtia tenella (Mart.) Cham.
8. Curtia tenuifolia (Aubl.) Knobl.
9. Curtia verticillaris (Spreng.) Knobl.

## Sinonimi
- Apophragma Griseb.; Gen. et Sp. Gent. 163 (1839)
- Hackelia Pohl; Flora 8: 183 (1825)
- Schuebleria Mart.; Nov. Gen. et Sp. 2: 113. tt. 186-188 (1827)
- Thurnhausera Pohl ex G.Don; Gen. Hist. 4: 201 (1837)